# Bücker Bü 180
Il Bücker Bü 180, successivamente rinominato Bü 180 Student, era un aereo da turismo ed addestramento monomotore biposto ad ala bassa prodotto in piccola quantità dall'azienda tedesca Bücker Flugzeugbau GmbH negli anni trenta.

## Storia del progetto
Dopo il successo del biplano Bü 133 Jungmeister la Bücker pensò di proporre un velivolo più moderno caratterizzato da un'architettura monoplana da poter affiancare e poi sostituire i biplani da addestramento nelle scuole di volo civili.

## Tecnica
Il Bü 180 era un velivolo dall'aspetto tradizionale. Presentava una fusoliera realizzata a tecnica mista, anteriormente con struttura in tubi d'acciaio saldati e posteriormente in legno ricoperta da pannelli in compensato. Sebbene fosse generalmente dotato di abitacoli aperti con posti in tandem, in alcuni modelli questi potevano essere integrati da una struttura chiusa per migliorare il comfort di pilotaggio. Posteriormente terminava in un piano di coda tradizionale dall'impennaggio monoderiva di grande superficie. L'ala bassa montata a sbalzo era caratterizzata da una figura a pianta trapezoidale con l'angolo d'attacco a freccia di 8° e quello d'uscita perpendicolare all'asse del velivolo. Il carrello era fisso, ammortizzato, con le gambe di forza collegate direttamente alla parte inferiore della fusoliera, integrato posteriormente da un ruotino d'appoggio. L'impianto propulsivo era affidato ad un 4 cilindri in linea per velivoli leggeri, originariamente un Walter Mikron II da 60 CV (44 kW) sostituito poi da uno Zündapp 9-092 da 50 CV (37 kW), azionante un'elica bipala.

## Impiego operativo
Nel 1938 un Bü 180 venne condotto per circa 25 000 km da Berlino, l'allora capitale della Germania nazista, a Città del Capo, nel Sudafrica.
Nel marzo 1939 il pilota Werner Ahlfeld ottenne il primato di velocità percorrendo la distanza di oltre 1 000 km con una media di 171,95 km/h.

## Esemplari attualmente esistenti
Sono noti solamente due esemplari di Bü 180 arrivati sino ai nostri giorni, entrambi in territorio tedesco provenienti dalla Svizzera. Dei due, uno è stato riportato alle condizioni originarie mentre l'altro è in fase di restauro.